# Jöns Olofsson (Lilliesparre)
Jöns Olofsson (även kallad Joen), död mellan 1562 och 1570, var en svensk amiral och fältöverste av den frälsesläkt som senare blev Lilliesparre af Fylleskog.

## Biografi
Jöns Olofsson var son till Olof Jöransson Skåning till Håkantorp. Han var 1522 en av Gustav Vasas fältöverstar under belägringen av Stockholm. 1525 intog Jöns Olofsson i spetsen för smålänningarna Sölvesborgs slott, Ronneby och Lyckeby och besegrade i ett sjöslag utanför blekingekusten Søren Norby som då förlorade tre skett och fyra jakter. 1525 var det även han som ledsagade Berend von Melen till Kalmar; han lyckades fly från Jöns Olofsson. Samma år förlänades Jöns Olofsson Norrvidinge härad, som han sedan innehade till 1543. Samma år omtalas han som hövitsman över jakterna i Kalmarsund, och sägs året därpå vara amiral över flottan i Kalmarsund som vara avsedd för angrepp mot Søren Norby. Jöns Olofsson blev 1526 slottsloven på Kalmar slott, en post han innehade ännu 1531. 1526–1527 var han Gustav Vasa fodermarsk, och kallas 1529 väpnare. 1530 och ännu 1537 var han häradshövding i Västra härad. Jöns Olofsson blev 1533 på nytt slottsloven på Kalmar slott, och var 1541 deputerad i mötet med danskarna och erhöll 1543 Kilbo fjärding i Västra härad som förläning, en förläning han innehade till 1549. Han undertecknade 1544 Västerås arvförening, fick 1551 tionden av Holsjö fjärding, underskrev 1560 adelns trohetsförsäkran och 1561 ständernas bevillning. 
Jöns Olofsson var gift med Ingeborg Gylta, en dotter till Bengt Gylta.